# سیارک ۳۹۱۹
سیارک ۳۹۱۹ (به انگلیسی: 3919 Maryanning، نامگذاری:1984DS) سه هزار و نهصد و نوزدهمین سیارک کشف شده‌است که در ۲۳ فوریه ۱۹۸۴ کشف شد.
قدر مطلق سیارک برابر ۱۴٫۰۰ است.